# Libellula luctuosa

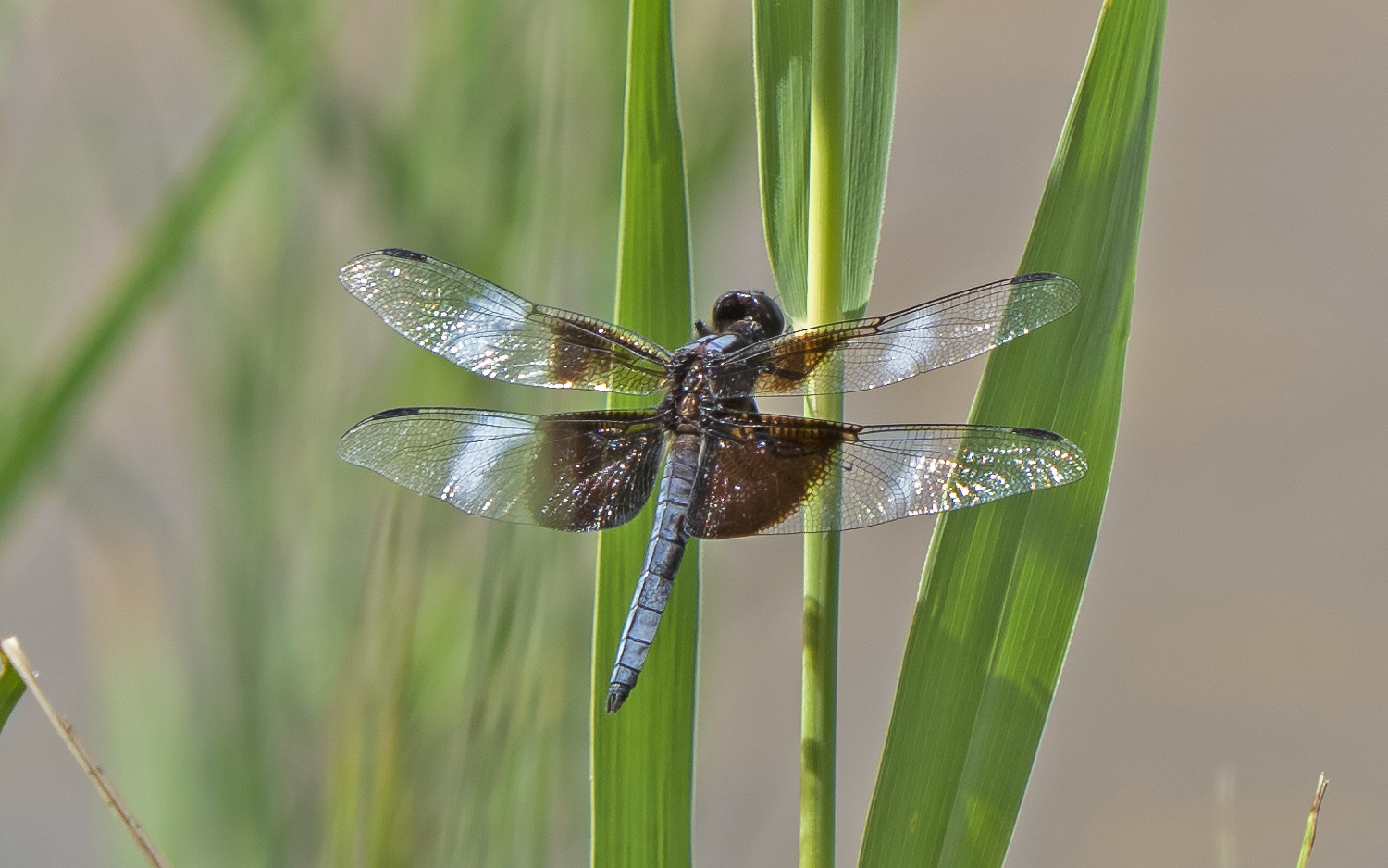
Libellula luctuosa, (Männchen)

Libellula luctuosa ist eine in Nordamerika bis auf in den Great Plains weitverbreitete Libellenart der Familie der Segellibellen.

## Merkmale

### Bau der Imago
Das Tier erreicht eine Länge zwischen 38 und 50 mm, wovon das Abdomen 24 bis 32 mm ausmacht.
Der Vorderkopf ist bei Weibchen und jungen Männchen hellgelb, dunkelt aber speziell bei den Männchen mit wachsendem Alter zu Schwarz. Der Pterothorax ist abgesehen von einem schmalen gelben Streifen auf Höhe der Wirbelsäule dunkelbraun. Die Farbgebung ändert sich hierbei mit wachsendem Alter bei den Weibchen zu ausgefülltem Braun und bei den Männchen zu Schwarz und danach zu angestaubtem Blau. Die Seiten sind hellgelb mit einem unsauber gezogenen dunklen Strich auf dem dritten Segment. Wiederum findet hier mit dem Alter eine Veränderung statt, so verschwindet die Musterung dieses Bereiches bei den Weibchen und bei den Männchen stellt sich ein dunkler Braunton ein.
Die Spitzen der Flügel weisen insbesondere bei Weibchen und westlichen Vertretern teilweise Schatten auf. Die Flügel erreichen eine Länge von 33 bis 42 mm.
Das hellgelbe Abdomen mit breiten schwarzen Streifen ist nur leicht gedrückt und verjüngt sich nach hinten. Wie auch der Thorax färbt sich mit dem Alter das Abdomen in einen aschblauen Farbton. Die Beine sind schwarz.

## Flugzeiten
Die Flugzeiten liegen von Mitte April bis Ende November.

## Wissenschaftliche Namen
Die Erstbeschreibung nahm Burmeister 1839 anhand eines Männchens aus Pennsylvania unter dem Namen Libelula luctuosa vor. Dieser Holotyp befindet sich in der Sommer’s Collection. Im selben Jahr veröffentlichte Thomas Say folgende Beschreibung des Tieres:
L. basalis Wings fuscous on behalf of the basal half. Inhabits U.S. ♂ Body brownish-black; head immaculate, dark bluish; wings dark fuliginous opaque, on the basal half, beyond which is a broad, milk-white, almost opaque, band; stigma blackish; abdomen somewhat depressed, of equal diameter nearly to the tip dusky, with a lateral dull yellowish vitta; beneath black-brown. Length nearly two inches.
1861 legte Hagen noch eine Beschreibung eines Männchens aus Texas unter dem Namen Libellula odiosa vor. Die Synonymität erkannte 1910 Muttowski.

## Schutzstatus

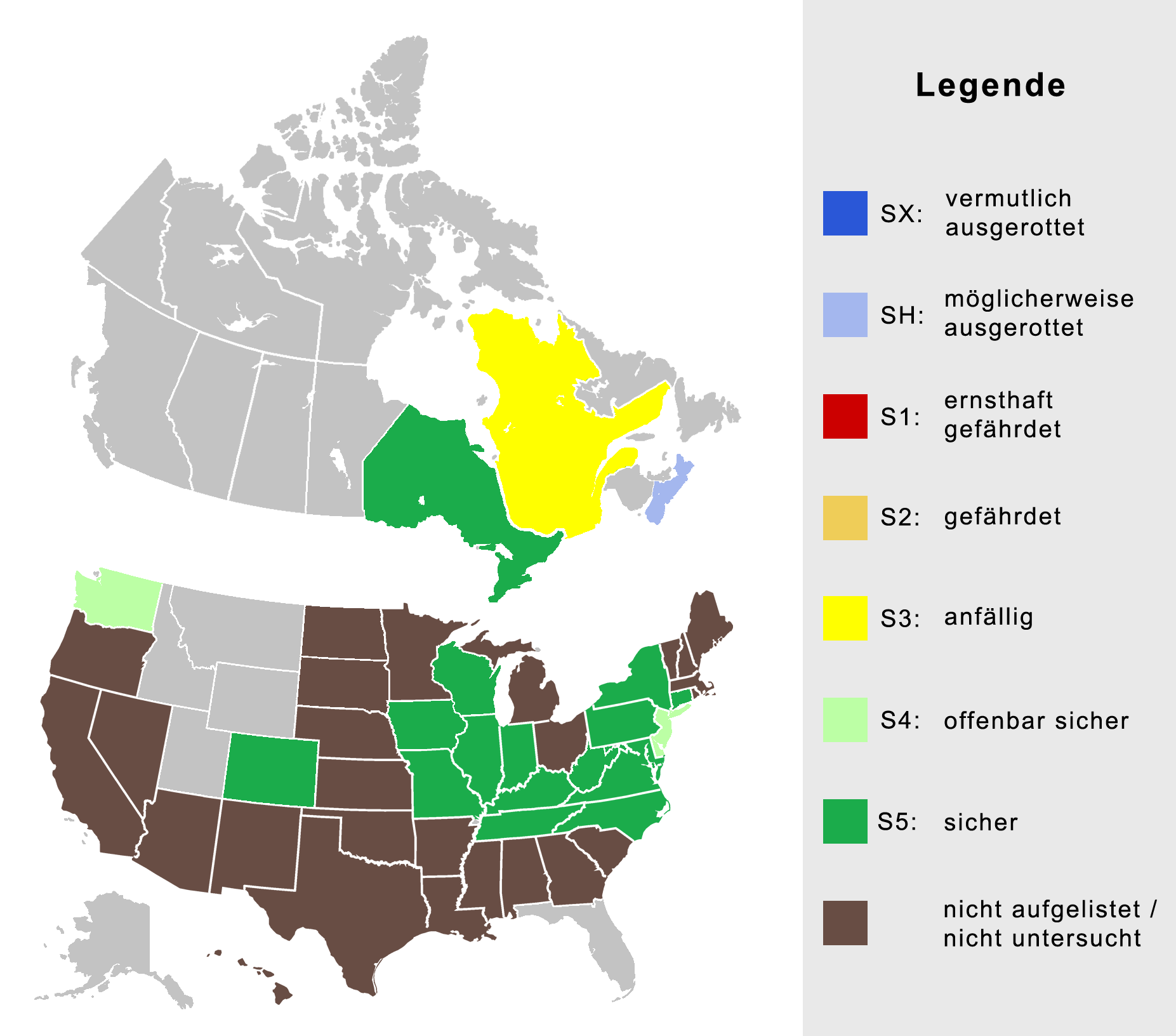
Der Schutzstatus von Libellula luctuosa in den Bundesstaaten der USA und Kanadas

Libellula luctuosa hat weltweit den Schutzstatus G5, womit sie als in hohen Zahlen vorkommende, sehr weit verbreitete und ungefährdete Art eingestuft wird. Diesen Status erhielt sie am 30. Dezember 1985. In den USA und Kanada hat sie den national äquivalenten Schutzstatus N5. Auch auf der Ebene vieler Bundesstaaten in den USA und Kanada wurde ein Schutzstatus vergeben. Diese sind in der Graphik rechts dargestellt.